# Vincent Cassel
Vincent Cassel (* 23. listopadu 1966 Paříž) je francouzský herec, bývalý manžel italské herečky Monicy Bellucciové.
Pochází z umělecké rodiny, jeho otec Jean-Pierre Cassel byl také herec a zpěvák, jeho sestra po otci Cécile Cassel je také herečka. Nejprve studoval cirkusovou školu a bral kurzy tance. Své herecké vzdělání dokončil až na studiích v New Yorku. Od 90. let začal vystupovat i ve filmu, kde často hrál zločince a násilníky, později se uplatnil i v charakterních a dramatických rolích. V roce 1995 byl poprvé nominován na Césara za roli židovského chlapce ve snímku Nenávist.

## Filmografie

### Film
| Rok  | Název                          | Role                                 | Poznámky |
| ---- | ------------------------------ | ------------------------------------ | --- |
| 1993 | Kafe s mlíkem                  | Max                                  | |
| 1995 | Adultery: A User's Guide       |                                      | |
| 1995 | Nenávist                       | Vinz                                 | nominace – César v kategorii nejlepší mužský herecký výkon v hlavní roli nominace – César v kategorii nejslibnější herec |
| 1995 | Jefferson v Paříži             | Camille Desmoulins                   | |
| 1996 | L'élève                        | Julien                               | |
| 1996 | Byt                            | Max                                  | |
| 1997 | Dobermann – válka gangů        | Yann le Pentrec (Dobermann)          | |
| 1997 | Come mi vuoi                   | Pasquale                             | |
| 1998 | Královna Alžběta               | Duc d'Anjou                          | |
| 1999 | Nezkrotný                      | Pitou                                | |
| 1999 | Johanka z Arku                 | Gilles de Rais                       | |
| 1999 | Velký blázinec v malém hotelu  | Gino Bolognese                       | |
| 2000 | Purpurové řeky                 | Max Kerkerian                        | |
| 2001 | Bratrstvo vlků – Hon na bestii | Jean-François de Morangias           | |
| 2001 | Shrek                          | Monsieur Hood (hlas)                 | |
| 2001 | Nevěsta přes internet          | Alexei                               | |
| 2001 | Čti mi ze rtů                  | Paul                                 | nominace – César v kategorii nejlepší mužský herecký výkon v hlavní roli |
| 2002 | Doba ledová                    | Diego (hlas)                         | francouzská verze |
| 2002 | Zvrácený                       | Marcus                               | také producent |
| 2003 | Hra o smrti                    | Lord De Guise                        | |
| 2004 | Blueberry                      | Mike S. Blueberry                    | |
| 2004 | Tajní agenti                   | Brisseau                             | |
| 2004 | Dannyho parťáci                | François Toulour                     | |
| 2005 | Robots                         | Rodney Copperbottom (hlas)           | francouzská verze |
| 2005 | Hra s nevěrou                  | LaRoche                              | |
| 2006 | Satan                          | Joseph                               | také producent |
| 2006 | Doba ledová 2: Obleva          | Diego (hlas)                         | francouzská verze |
| 2007 | Dannyho parťáci 2              | François Toulour                     | |
| 2007 | Východní přísliby              | Kirill                               | |
| 2007 | Jeho veličenstvo Minor         | Satyre                               | |
| 2008 | Veřejný nepřítel č. 1          | Jacques Mesrine                      | César v kategorii nejlepší mužský herecký výkon v hlavní roli Cena Lumièrů v kategorii nejlepší mužský herecký výkon v hlavní roli Globes de Cristal v kategorii nejlepší mužský herecký výkon v hlavní roli Étoiles d'Or v kategorii nejlepší mužský herecký výkon v hlavní roli Ocenění na Tokijském mezinárodním filmovém festivalu v kategorii nejlepší mužský herecký výkon v hlavní roli |
| 2009 | Frajeři                        | Tony Merguez                         | francouzská verze |
| 2009 | Doba ledová 3: Úsvit dinosaurů | Diego (hlas)                         | francouzská verze |
| 2009 | À Deriva                       | Matias                               | |
| 2010 | Náš den přijde                 | Patrick                              | také producent |
| 2010 | Černá labuť                    | Thomas Leroy                         | nominace – Screen Actors Guild Award v kategorii nejlepší obsazení (film) |
| 2011 | Mnich                          | Capucino Ambrosio                    | |
| 2011 | Nebezpečná metoda              | Otto Gross                           | |
| 2012 | Doba ledová 4: Země v pohybu   | Diego (hlas)                         | francouzská verze |
| 2013 | Trance                         | Franck                               | |
| 2014 | Rio, Eu Te Amo                 | Zé                                   | |
| 2014 | Kráska a zvíře                 | Zvíře / Princ                        | |
| 2015 | Dítě číslo 44                  | Major Kuzmin                         | |
| 2015 | Partyzán                       | Gregori                              | |
| 2015 | Pohádka pohádek                | Král Strongcliff                     | |
| 2015 | Můj král                       | Georgio                              | nominace – César v kategorii nejlepší mužský herecký výkon v hlavní roli |
| 2015 | Un moment d'égarement          | Laurent                              | |
| 2015 | Malý princ                     | Liška (hlas)                         | |
| 2015 | Violence en réunion            | Vince                                | krátkometrážní film |
| 2016 | Je to jen konec světa          | Antoine                              | Academy of Canadian Cinema and Television Award v kategorii nejlepší mužský herecký výkon ve vedlejší roli nominace – César za nejlepší mužský herecký výkon ve vedlejší roli nominace – Globes de Cristal za nejlepší mužský herecký výkon v hlavní roli nominace – Cena poroty na Mezinárodním filmovém festivalu Riviera v kategorii nejlepší mužský herecký výkon                          |
| 2016 | Doba ledová: Mamutí drcnutí    | Diego (hlas)                         | francouzská verze |
| 2016 | Jason Bourne                   | Asset                                | |
| 2016 | A Movie Life                   | Tonyho otec                          | |
| 2016 | The Great Mystical Circus      | Jean-Paul                            | |
| 2017 | O Filme da Minha Vida          | Nicolas Terranova                    | |
| 2017 | Gauguin                        | Paul Gauguin                         | |
| 2018 | Svět je tvůj                   | Henri                                | |
| 2018 | Black Tide                     | François Visconti                    | |
| 2018 | Vládce Paříže                  | Eugène François Vidocq               | |
| 2018 | Sovereign Default              | vedoucí Mezinárodního měnového fondu | |
| 2019 | Výjimeční                      | Bruno                                | |
| 2020 | Pod vodou                      | Kapitán Lucien                       | |
| 2022 | Asterix a Obelix: Říše středu  | Julius Caesar                        | |
| 2023 | Tři mušketýři: D'Artagnan      | Athos                                | |
| 2023 | Tři mušketýři: Milady          | Athos                                | |
| 2024 | Saint-Exupéry                  | Henri Guillaumet                     | |

### Televize
| Rok  | Název                          | Role             | Poznámky                                         |
| ---- | ------------------------------ | ---------------- | ------------------------------------------------ |
| 1993 | Les intrépides                 |                  | díl: „Cowgirl“                                   |
| 1994 | Le juge est une femme          | Corsini          | díl: „Danse avec la mort“                        |
| 1995 | C'est mon histoire             |                  | díl: „Soif d'en sortir“                          |
| 1995 | Aventures dans le Grand Nord   | Pastamoo         | díl: „Le sang du chasseur“                       |
| 1995 | 3000 scénarios contre un virus |                  | díl: „La teuf d'enfer“                           |
| 2007 | Lascars                        | Graffeur         | díl: „Le dernier rebelle“                        |
| 2011 | Platane                        | Sám sebe         | díl: „La fois où il a changé de carte de visite“ |
| 2018 | Porta dos Fundos               | James Bond       | díl: „007 in Brazil“                             |
| 2020 | Westworld                      | Engerraund Serac | hlavní role (3. řada)                            |